# Tasmanoonops parvus
Espèce
Tasmanoonops parvus est une espèce d'araignées aranéomorphes de la famille des Orsolobidae.

## Distribution
Cette espèce est endémique du Queensland en Australie. Elle se rencontre dans le parc national de Lamington.

## Description
La femelle holotype mesure 4,82 mm.
Le mâle décrit par Baehr, Raven et Hebron en 2011 mesure 2,95 mm.

## Publication originale
- Forster & Platnick, 1985 : A review of the austral spider family Orsolobidae (Arachnida, Araneae), with notes on the superfamily Dysderoidea. Bulletin of the American Museum of Natural History, no 181, p. 1-229 (texte intégral).